# أصيل (اسم)
أصيل هو اسم عربي يطلق على الذكور و صفة و تعني : الشئ الأصلي، الثابت، الراسخ، ذو جذور علم أصيل، خالص النسب، تقي الدم، شريف الأصل، غير هجين. وهي تستخدم في عدة سياقات
- الخيول العربية : الخيل العربي الأصيل

## شخصيات تحمل الاسم
بالترتيب الابجدي :
أصيل أبو بكر مغني سعودي. 
أصيل أحمد سياسي تشادي. 
أصيل الحربي لاعب قدم سعودي. 
أصيل سارية صحفي ومنتج تلفزيوني يمني. 
أصيل صنصور مخرج سينمائي تلفزيوني فلسطيني. 
أصيل عابد لاعب كرة قدم سعودي. 
أصيل نادر رجل أعمال قبرصي شمالي. 